# Żankowicze
Żankowicze, Zankowicze (biał. Жанкавічы; ros. Жанковичи) – wieś na Białorusi, w obwodzie mińskim, w rejonie nieświeskim, w sielsowiecie Kozły, przy drodze republikańskiej R91.

## Historia
W dwudziestoleciu międzywojennym leżały w Polsce, w województwie nowogródzkim, w powiecie nieświeskim, w gminie Snów. W 1921 miejscowość liczyła 187 mieszkańców, zamieszkałych w 34 budynkach, w tym 186 Białorusinów i 1 Polaka. 185 mieszkańców było wyznania prawosławnego i 2 rzymskokatolickiego.
Po II wojnie światowej w granicach Związku Sowieckiego. Od 1991 w niepodległej Białorusi.